# Thomas Lodge
Thomas Lodge (ur. ok. 1556/1557, zm. 1625) – angielski pisarz, poeta i dramaturg epoki elżbietańskiej.
Obok John Lyly'ego Thomas Lodge był głównym przedstawicielem eufuizmu. Jego najbardziej znanym dziełem jest prozatorski romans Rozalinda, który stał się źródłem dla szekspirowskiej komedii Jak się wam podoba.
Rozalindę Lodge'a przełożył na język polski Juliusz Kydryński.